# Monastère de Kinalehin
Le monastère de Kinalehin ou Kilnalekin est une chartreuse médiévale, devenue abbaye franciscaine, classé  Monument national, situé dans le comté de Galway, en Irlande. C'est la seule chartreuse en Irlande.

## Emplacement
Le couvent de Kinalehin est situé à 6,7 km à l'ouest de Ballyshrule, au nord-ouest du Lough Derg et au sud de la rivière Duniry, dans le village d'Abbey sur les confins des comtés de Galway et de Clare, à l'extrémité des pentes des Slieve Aughty (en) Mountains, au sud de la petite ville de Duniry, en un lieu nommé jadis Cenel-Feichin ou Cineoil-Feichin, devenu Kinalekin, Kinaleghin et Kilnalahan.

## Histoire
Kinalehin est fondée vers 1252 par John de Cogan (en). Les premiers moines viennent de la chartreuse de Hinton et/ou de Witham, toutes deux dans le Somerset. Le monastère aurait été détruit en 1279 et reconstruit peu de temps après, par Richard de Bourg, comte d'Ulster, appelé le Comte Rouge (en anglais : The Red Earl). La nouvelle fondation est appelée Domo dei (Maison-Dieu).
Le roi Édouard Ier lui accorde sa protection en 1282. Jean d'Alain, évêque de Clonfert de 1281 à 1295, et son successeur, Robert, moine bénédictin de Cantorbery sont les bienfaiteurs de la chartreuse ainsi qu'Étienne de Fulbourn et William Bermingham, tous deux archevêques de Tuam. En 1302, le revenu est de 6 £ et le prieur est recteur de la paroisse. Des difficultés l’opposent à l’évêque de Clonfert et à la commanderie de l'ordre de Saint-Jean de Jérusalem.
En 1306, des pourparlers sont engagés avec les chevaliers hospitaliers, mais la vente ne semble jamais avoir abouti. La chartreuse est dissoute par le chapitre général (Grande Chartreuse) en 1321 et le diocèse de Clonfert en prend possession en 1341. La Chartreuse demeure déserte pendant 50 ans.
Vers 1371, le pape Grégoire XI accorde aux de Bourg la permission de la refonder, cette fois avec les frères mineurs conventuels du diocèse d'Elphin qui y vivent longtemps en paix, grâce à la protection de la famille de Bourg, devenus plus tard seigneurs de Clanricard.
Kinalehin est fermé lors de la dissolution des monastères en 1540. Les terres monastiques sont achetées à Élisabeth Ire par Richard Burke, comte de Clanricard, qui les conserve pour les frères. Le monastère est saccagé et dissous en 1608.
Le monastère est refondé en 1611 pour les frères mineurs et bien réparé en 1616. En 1629, An Leabhar Breac (en), manuscrit irlandais médiéval du XVe siècle, est détenu à Kinalehin. Il est supprimé en 1740 et tome en ruine.

## Bâtiments
Les vestiges archéologiques sont principalement franciscains, bien que certains éléments chartreux restent des travaux de terrassement,.

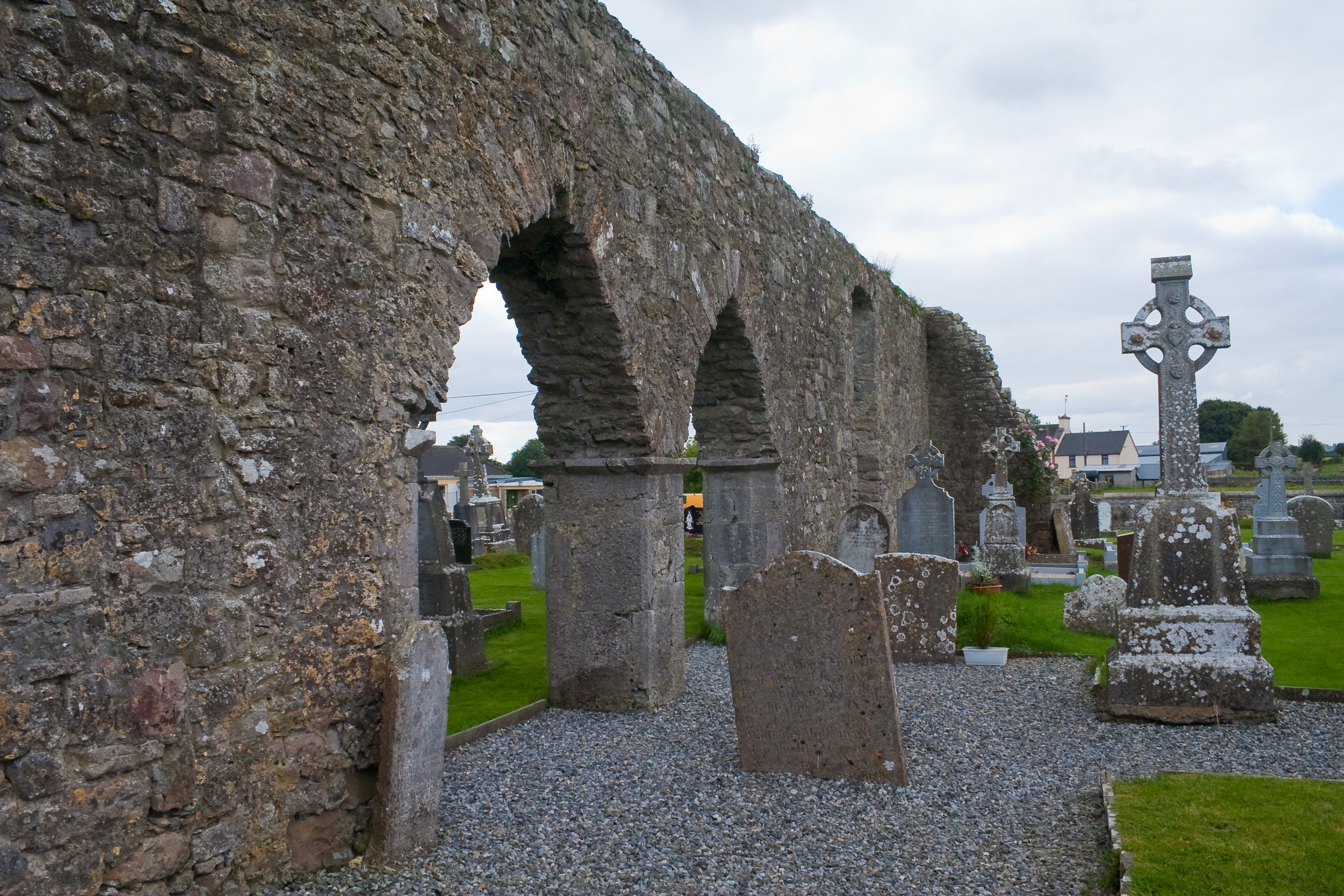
Mur de la nef avec arcs brisés.
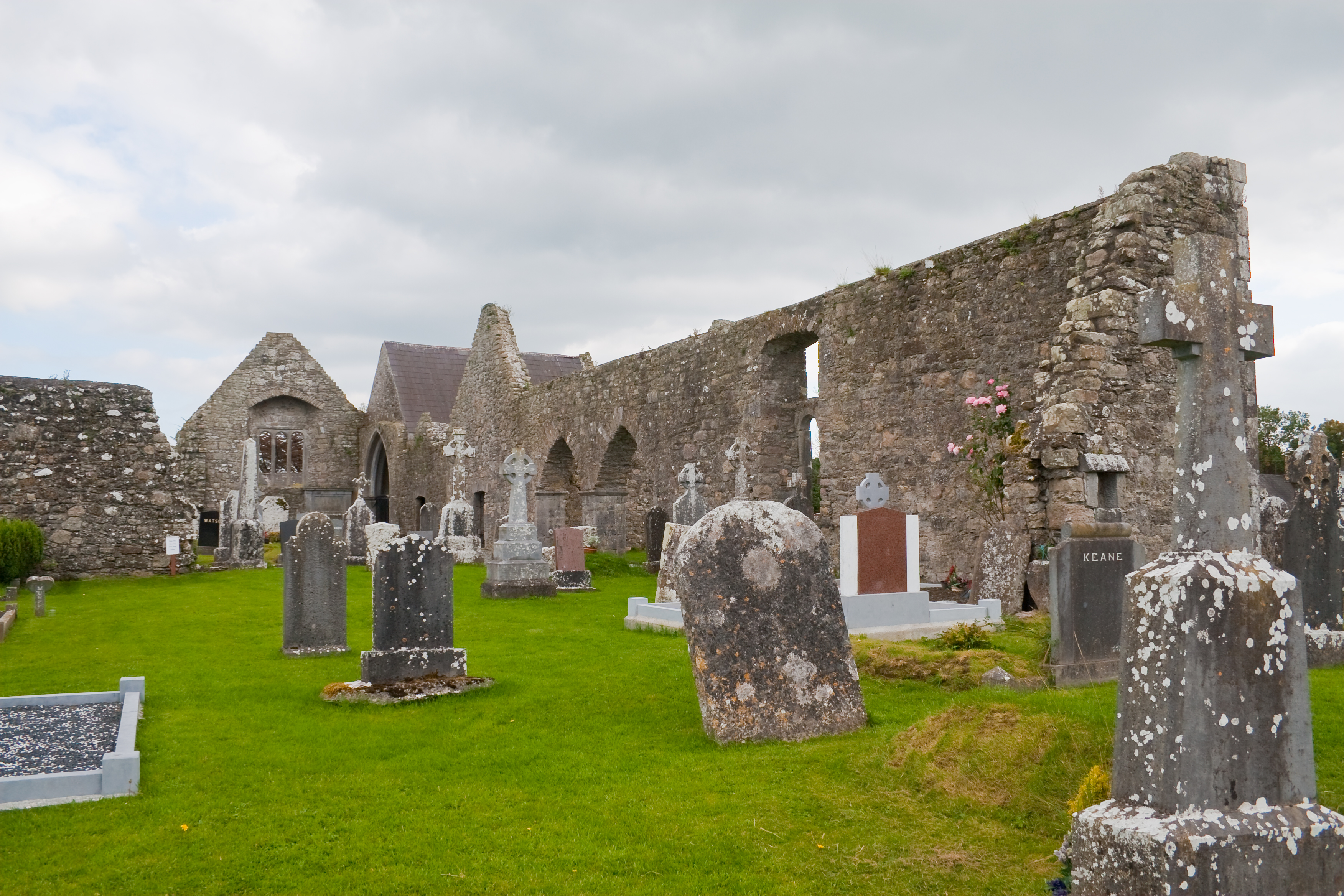
Vestiges de la nef.
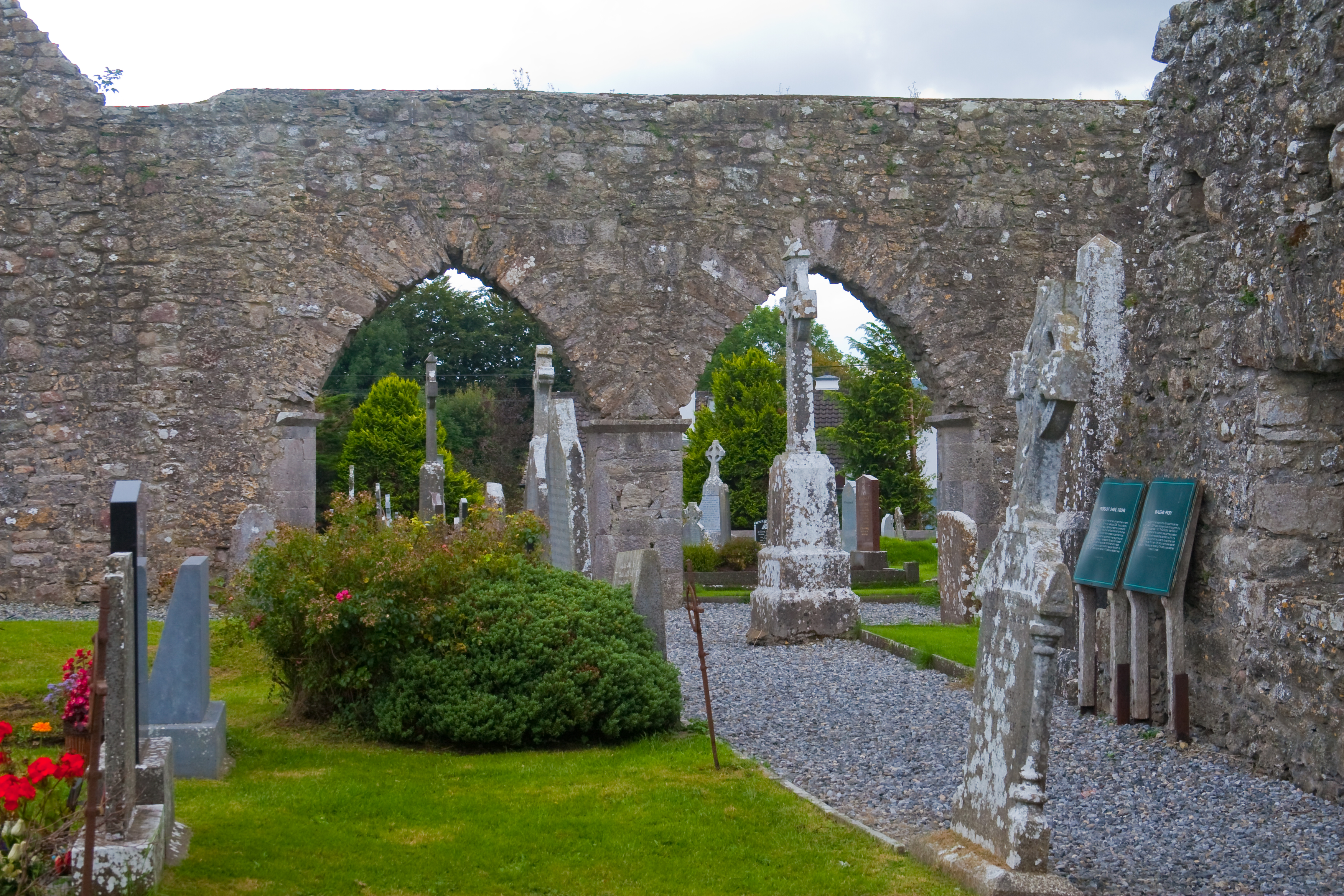
Cloître et arcs.
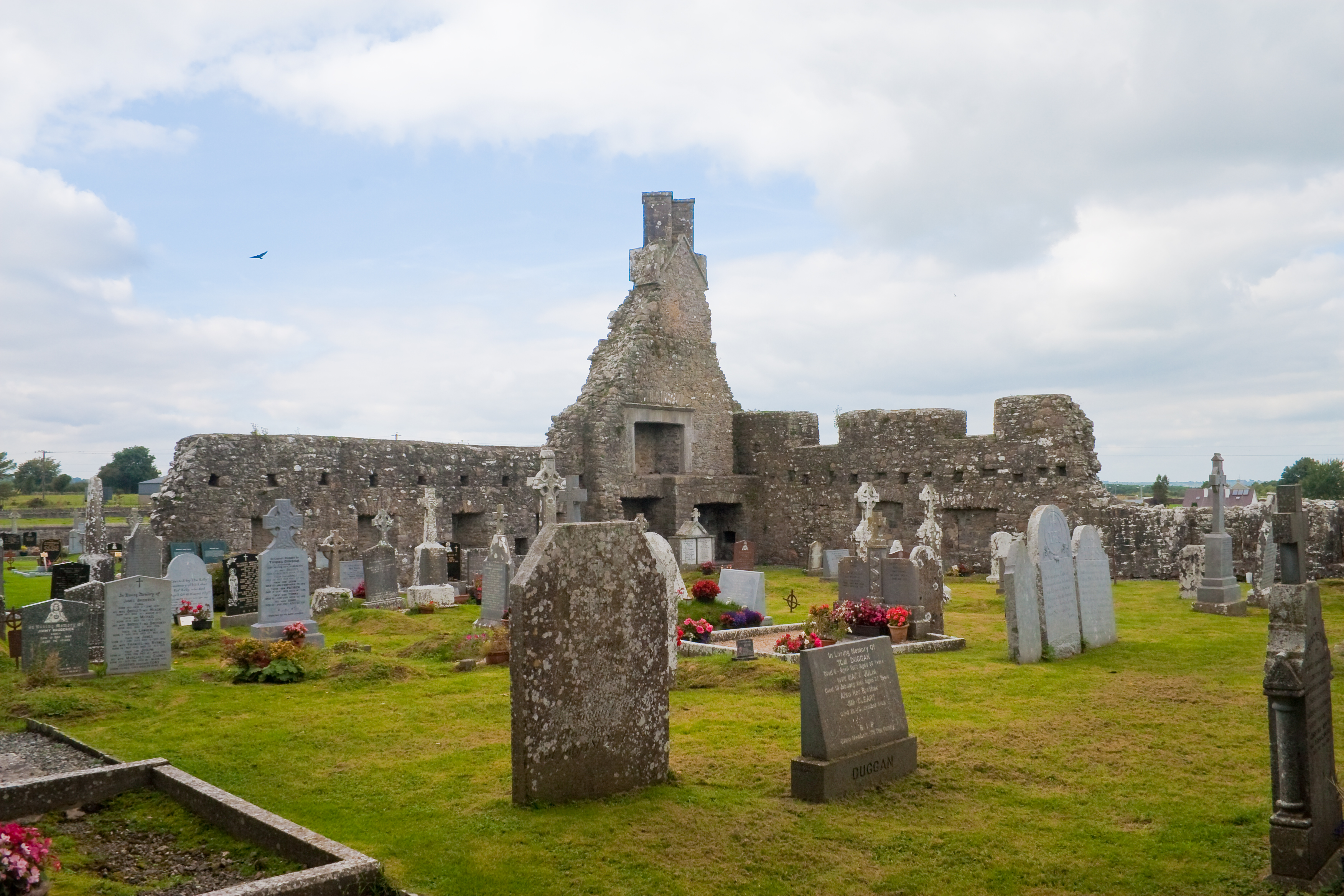
Vestiges du cloître et de la tour, avec l'âtre et la cheminée.